# Marsden Hartley
Marsden Hartley (egl. Edmund Hartley; født 4. januar 1877 i Lewiston, Maine, død 2. september 1943 i Ellsworth, Maine) var en amerikansk maler; han regnes for én af de mest profilerede af klassisk moderne malere i USA.

## Billedgalleri
- The Ice Hole, 1908, New Orleans Museum of Art
- Red Tree, 1910, Smithsonian American Art Museum
- Handsome Drinks, ca. 1916, Brooklyn Museum